# Шегары
Шегары — деревня в Островском районе Костромской области. Входит в состав Адищевского сельского поселения.

## География
Деревня расположена в южной части области, в подзоне южной тайги, на реке Медоза, на расстоянии примерно в 16 километрах по прямой к юго-востоку от районного центра посёлка Островское.

### Климат
Климат характеризуется как умеренно континентальный, с продолжительной многоснежной зимой и относительно коротким тёплым летом. Среднегодовая температура воздуха — 3,1 °C. Средняя температура воздуха самого холодного месяца (января) — −11,8 °C (абсолютный минимум — −46 °C); самого тёплого месяца (июля) — 17,6 °C (абсолютный максимум — 37 °С). Безморозный период длится 131 день. Годовое количество атмосферных осадков составляет 593 мм, из которых большая часть выпадает в тёплый период. Снежный покров устанавливается в третьей декаде ноября и держится в течение 149 дней.

## Население
| 2008 | 2010 | 2014 |
| ---- | ---- | ---- |
| 8    | ↘5   | ↘2   |

Национальный состав
Согласно результатам переписи 2002 года, в национальной структуре населения русские составляли 100 % из 14 чел..

## Известные уроженцы, жители
Полозова, Тамара Дмитриевна (1928—2018) — советский и российский педагог, профессор, член-корреспондент Российской академии образования.

## Инфраструктура
Личное подсобное хозяйство с зоной сельскохозяйственного использования, индивидуальная застройка усадебного типа.
Основа экономики — сельское хозяйство.

## Транспорт
Просёлочная дорога.